# Lactobacillaceae
Lactobacillaceae è una famiglia di batteri gram-positivi appartenenti all'ordine delle Lactobacillales.
Sono batteri anaerobi che per anaerobiosi inducono la fermentazione del glucosio, trasformandolo in acido lattico.
Questi batteri non possiedono catalasi, di conseguenza utilizzano una perossidasi per svolgere la normale azione di detossificazione cellulare nei confronti dell'acqua ossigenata prodotta al loro interno.
Si incontrano regolarmente nella mucosa intestinale degli esseri umani e degli animali, negli alimenti e nei derivati caseari e nei succhi di frutta fermentati.
Alcune specie sono altamente patogene.